# 外国馬
外国馬（がいこくば）とは、競走馬の区分で、国際競走に出走する国外調教師の管理馬を指す。

## 説明

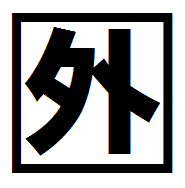
カク外

出走表上では「カク外」（□の中に外）で表記される。日本で生まれ、かつて日本の中央競馬・地方競馬に所属していた馬でも、日本国外の競馬に移籍すれば「外国馬」となる（ユートピアなどが該当するが、現在のところ国際競走に出走した日本出身の外国馬はいない）。
外国産馬（日本国外で生まれ、日本国外で出走する以前に日本の馬名登録を受けた馬）とは区別される。
番組表上で国際または国際招待とあるのが出走可能なレースである。
日本の競馬界はかつては閉鎖的で、1981年のジャパンカップ創設までは外国馬が出走することはできなかった。その後徐々に制限は緩和されてきた。JRAは2005年から段階的に国際競走を増やし、2007年度にはインターナショナル・カタロギング・スタンダーズ（国際セリ名簿作成基準）に掲載されている競走の1/2（約111競走）を国際競走にし、2010年には中央競馬の平地競走の重賞はすべて国際競走となった（障害競走はJ・GIの中山グランドジャンプと中山大障害のみ）。オープン特別競走も平地競走は37競走、障害競走は1競走が国際競走となった。地方競馬でも2011年より東京大賞典が、2018年には全日本2歳優駿が国際競走となった。

## 外国馬の日本国内のレースへの出走
ジャパンカップなど一部を除けば、外国選出馬に選ばれながらも、特にGIレースのシーズンが集中する春秋を中心に、外国馬の所属する地元の競馬場でのレースに向けてローテーションを調整する傾向にあること、また日本では外国馬の遠征のための検疫用厩舎などの施設がまだ少ない（千葉県白井市の競馬学校等）から、調教師や厩舎等、当該外国馬の関係者から出走辞退を申し入れるケースが多く、国際競走であっても、外国馬の出走しない（日本馬だけで行う）レースが比較的多い。
そもそも競馬が盛んな欧米、豪州には日本よりもGI競走の数が多いので、無理に日本に遠征しなくとも、出走できるGI競走は多い。その上、1990年代以降、レベルが向上し、なおかつ高速馬場化し、そのうえ小回りで直線の短い競馬場が多い日本競馬に、適性があるかどうかも分からないまま出走する外国馬は少ない。また、外国馬が制したレースのほとんどは比較的直線が長く、小回りではない東京競馬場がほとんどである。
これらのことから、日本国外の一流馬は日本競馬への適性を考えて出走を踏みとどまり、一流と呼べない馬たちはレベルの上がっている日本を避ける傾向がある。近年は外国馬は、比較的制しやすく、地元馬のレベルがもう一つである国のレースを選ぶことが多くなってきている。特に欧州馬は賞金が高額ながら、比較的制しやすいBCターフや、香港国際競走を選ぶ傾向にある。しかしながら、アジアマイルチャレンジやグローバル・スプリント・チャレンジ、ジャパン・オータムインターナショナルといったシリーズが開催されることによって、賞金も目的として上記シリーズに該当する競走に出走する外国馬もみられるようになっている。

## 外国馬が出走可能な日本のGIレース
- フェブラリーステークス
- 高松宮記念
- 大阪杯
- 桜花賞（2010年から）
- 中山グランドジャンプ
- 皐月賞（2010年から）
- 天皇賞（春・秋）
- NHKマイルカップ
- ヴィクトリアマイル
- 優駿牝馬（2010年から）
- 東京優駿（2010年から）
- 安田記念
- 宝塚記念
- スプリンターズステークス
- 秋華賞
- 菊花賞（2010年から）
- エリザベス女王杯
- マイルチャンピオンシップ
- ジャパンカップ
- チャンピオンズカップ
- 阪神ジュベナイルフィリーズ（2010年から）
- 朝日杯フューチュリティステークス（2010年から）
- 中山大障害（2011年から）
- 有馬記念（2007年からジャパンカップ優勝に関わらず）
- ホープフルステークス

地方競馬には2010年まで外国馬が出走可能なGI競走は存在しなかったが、2011年からは東京大賞典、2018年からは全日本2歳優駿（国際格付けはなし）が外国馬が出走可能になる。

## 日本のGIで優勝した外国馬

### ジャパンカップ
- 1981年メアジードーツ（米）
- 1982年ハーフアイスト（米）
- 1983年スタネーラ（愛）
- 1986年ジュピターアイランド（英）
- 1987年ルグロリュー（仏）
- 1988年ペイザバトラー（米）
- 1989年ホーリックス（新）
- 1990年ベタールースンアップ（豪）
- 1991年ゴールデンフェザント（米）
- 1995年ランド（独）
- 1996年シングスピール（英）
- 1997年ピルサドスキー（英）
- 2002年ファルブラヴ（伊）
- 2005年アルカセット（英）

### チャンピオンズカップ（旧・ジャパンカップダート）
- 2003年フリートストリートダンサー（米）

### 安田記念
- 1995年ハートレイク (UAE)
- 2000年フェアリーキングプローン（香）
- 2006年ブリッシュラック（香）
- 2024年ロマンチックウォリアー（香）

### 中山グランドジャンプ
- 2002年セントスティーヴン（豪）
- 2005年カラジ（豪）
- 2006年カラジ（豪）
- 2007年カラジ（豪）
- 2013年ブラックステアマウンテン（愛）

### スプリンターズステークス
- 2005年サイレントウィットネス（香）
- 2006年テイクオーバーターゲット（豪）
- 2010年ウルトラファンタジー（香）

### エリザベス女王杯
- 2010年スノーフェアリー（英）
- 2011年スノーフェアリー（英）

### 高松宮記念
- 2015年エアロヴェロシティ（香）[1]

## 日本のGIIで優勝した外国馬
- 1994年京王杯スプリングカップ：スキーパラダイス（仏）
- 1995年京王杯スプリングカップ：ドゥマーニ（UAE）
- 1996年京王杯スプリングカップ：ハートレイク（UAE）
- 1996年毎日王冠：アヌスミラビリス（UAE）